# Samouillan
 Samouillan  es una población y comuna francesa, en la región de Mediodía-Pirineos, departamento de Alto Garona, en el distrito de Saint-Gaudens y cantón de Aurignac.

## Demografía
| 166 | 154 | 130 | 124 | 99 | 108 |
| Para los censos de 1962 a 1999 la población legal corresponde a la población sin duplicidades (Fuente: INSEE [Consultar]) |     |     |     |    |     |